# 24 Horas de Le Mans de 2005
As 24 Hours of Le Mans de 2005 foi o 73º grande prêmio automobilístico das 24 Horas de Le Mans, tendo acontecido nos dias 18 e 19 de junho 2005 em Le Mans, França no autódromo francês, Circuit de la Sarthe.

## Resultados Finais

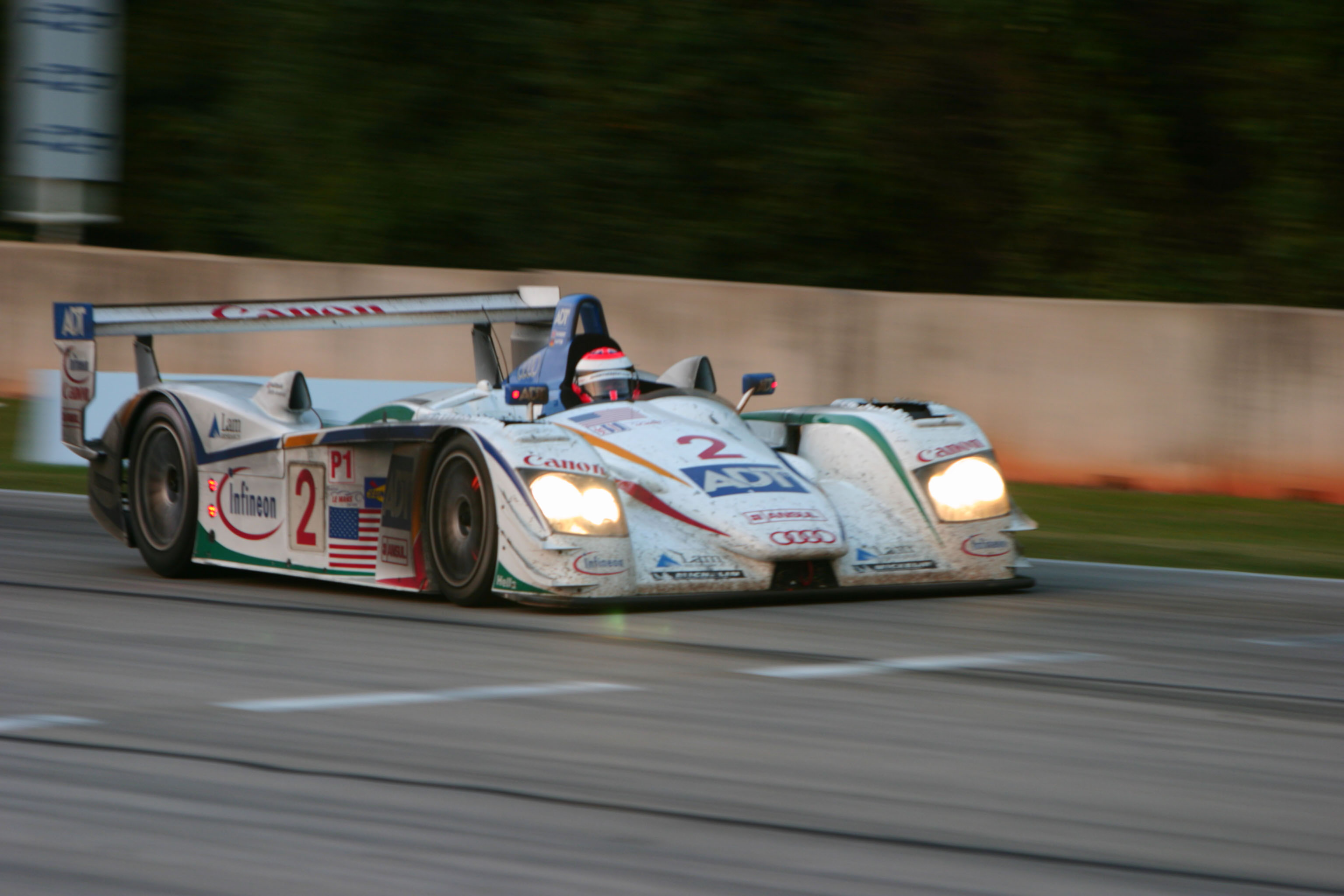
1. 2 ADT Audi R8

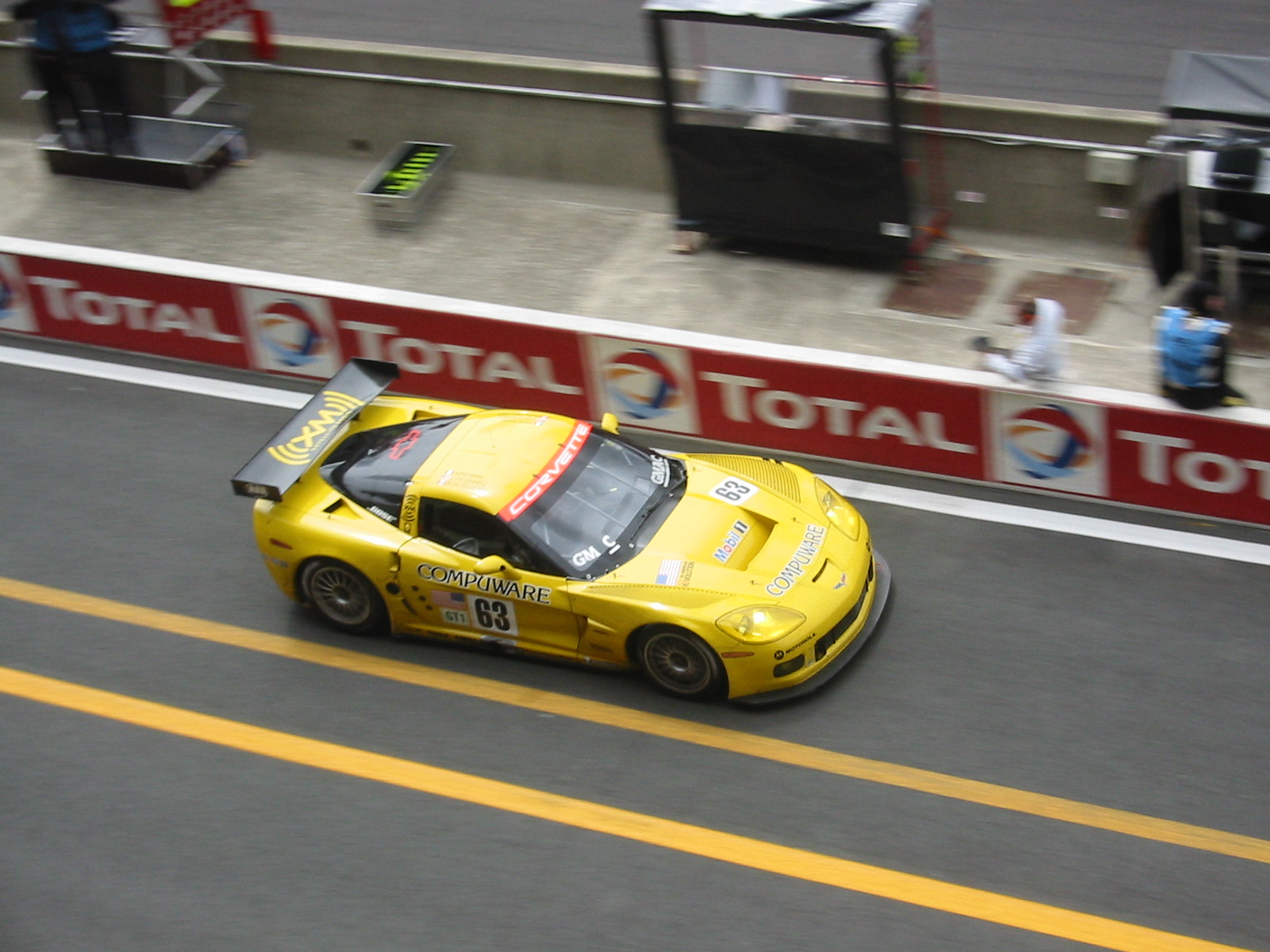
1. 63 Corvette C6R

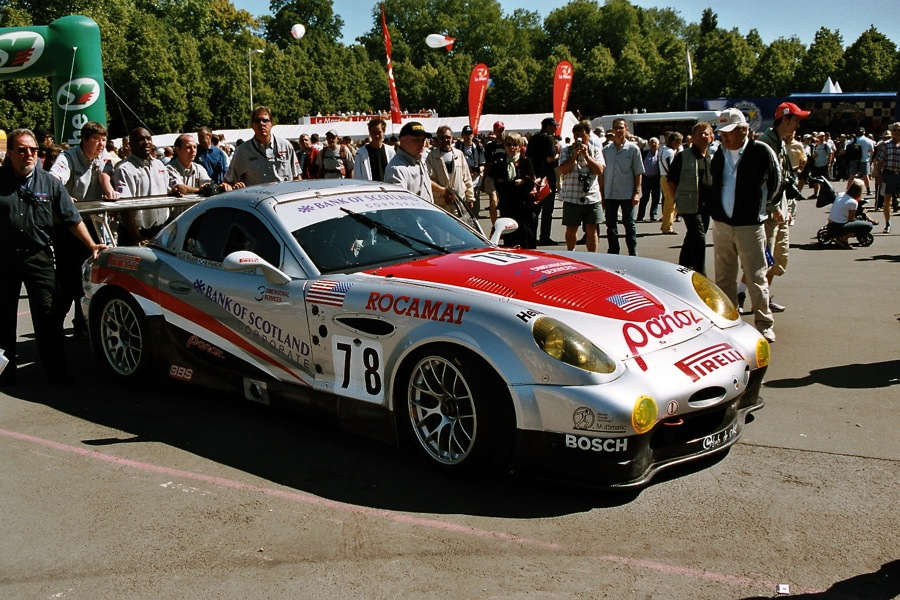
1. 78 Panoz Esperante GT-LM

| Pos    | Class | No | Equipe                                            | Pilotos                                               | Chassis                   | Pneus | Voltas |
| Pos    | Class | No | Equipe                                            | Pilotos                                               | Motor                     | Pneus | Voltas |
| ------ | ----- | -- | ------------------------------------------------- | ----------------------------------------------------- | ------------------------- | ----- | ------ |
| 1      | LMP1  | 3  | ADT Champion Racing                               | Tom Kristensen JJ Lehto Marco Werner                  | Audi R8                   | M     | 370    |
| 1      | LMP1  | 3  | ADT Champion Racing                               | Tom Kristensen JJ Lehto Marco Werner                  | Audi 3.6L Turbo V8        | M     | 370    |
| 2      | LMP1  | 16 | Pescarolo Sport                                   | Emmanuel Collard Jean-Christophe Boullion Érik Comas  | Pescarolo C60 Hybrid      | M     | 368    |
| 2      | LMP1  | 16 | Pescarolo Sport                                   | Emmanuel Collard Jean-Christophe Boullion Érik Comas  | Judd GV5 5.0L V10         | M     | 368    |
| 3      | LMP1  | 2  | ADT Champion Racing                               | Frank Biela Allan McNish Emanuele Pirro               | Audi R8                   | M     | 364    |
| 3      | LMP1  | 2  | ADT Champion Racing                               | Frank Biela Allan McNish Emanuele Pirro               | Audi 3.6L Turbo V8        | M     | 364    |
| 4      | LMP1  | 4  | Audi PlayStation Team Oreca                       | Franck Montagny Jean-Marc Gounon Stéphane Ortelli     | Audi R8                   | M     | 362    |
| 4      | LMP1  | 4  | Audi PlayStation Team Oreca                       | Franck Montagny Jean-Marc Gounon Stéphane Ortelli     | Audi 3.6L Turbo V8        | M     | 362    |
| 5      | GT1   | 64 | Corvette Racing                                   | Oliver Gavin Olivier Beretta Jan Magnussen            | Chevrolet Corvette C6.R   | M     | 349    |
| 5      | GT1   | 64 | Corvette Racing                                   | Oliver Gavin Olivier Beretta Jan Magnussen            | Chevrolet LS7R 7.0L V8    | M     | 349    |
| 6      | GT1   | 63 | Corvette Racing                                   | Ron Fellows Max Papis Johnny O'Connell                | Chevrolet Corvette C6.R   | M     | 347    |
| 6      | GT1   | 63 | Corvette Racing                                   | Ron Fellows Max Papis Johnny O'Connell                | Chevrolet LS7R 7.0L V8    | M     | 347    |
| 7      | LMP1  | 10 | Racing for Holland                                | Jan Lammers Elton Julian John Bosch                   | Dome S101                 | D     | 346    |
| 7      | LMP1  | 10 | Racing for Holland                                | Jan Lammers Elton Julian John Bosch                   | Judd GV4 4.0L V10         | D     | 346    |
| 8      | LMP1  | 12 | Courage Compétition                               | Dominik Schwager Alexander Frei Christian Vann        | Courage C60H              | Y     | 339    |
| 8      | LMP1  | 12 | Courage Compétition                               | Dominik Schwager Alexander Frei Christian Vann        | Judd GV4 4.0L V10         | Y     | 339    |
| 9      | GT1   | 59 | Aston Martin Racing                               | David Brabham Stéphane Sarrazin Darren Turner         | Aston Martin DBR9         | M     | 333    |
| 9      | GT1   | 59 | Aston Martin Racing                               | David Brabham Stéphane Sarrazin Darren Turner         | Aston Martin 6.0L V12     | M     | 333    |
| 10     | GT2   | 71 | Alex Job Racing BAM! Motorsport                   | Mike Rockenfeller Marc Lieb Leo Hindery               | Porsche 911 GT3-RSR       | Y     | 332    |
| 10     | GT2   | 71 | Alex Job Racing BAM! Motorsport                   | Mike Rockenfeller Marc Lieb Leo Hindery               | Porsche 3.6L Flat-6       | Y     | 332    |
| 11     | GT2   | 90 | Petersen Motorsports White Lightning Racing       | Jörg Bergmeister Patrick Long Timo Bernhard           | Porsche 911 GT3-RSR       | M     | 331    |
| 11     | GT2   | 90 | Petersen Motorsports White Lightning Racing       | Jörg Bergmeister Patrick Long Timo Bernhard           | Porsche 3.6L Flat-6       | M     | 331    |
| 12     | GT1   | 50 | Larbre Compétition                                | Patrice Goueslard Olivier Dupard Vincent Vosse        | Ferrari 550-GTS Maranello | M     | 324    |
| 12     | GT1   | 50 | Larbre Compétition                                | Patrice Goueslard Olivier Dupard Vincent Vosse        | Ferrari F133 5.9L V12     | M     | 324    |
| 13     | GT2   | 80 | Flying Lizard Motorsports                         | Johannes van Overbeek Lonnie Pechnik Seth Neiman      | Porsche 911 GT3-RSR       | M     | 323    |
| 13     | GT2   | 80 | Flying Lizard Motorsports                         | Johannes van Overbeek Lonnie Pechnik Seth Neiman      | Porsche 3.6L Flat-6       | M     | 323    |
| 14     | LMP1  | 7  | Creation Autosportif Ltd.                         | Nicolas Minassian Jamie Campbell-Walter Andy Wallace  | DBA 03S                   | M     | 322    |
| 14     | LMP1  | 7  | Creation Autosportif Ltd.                         | Nicolas Minassian Jamie Campbell-Walter Andy Wallace  | Judd GV4 4.0L V10         | M     | 322    |
| 15     | GT2   | 76 | IMSA Performance                                  | Raymond Narac Sébastien Dumez Romain Dumas            | Porsche 911 GT3-RS        | M     | 322    |
| 15     | GT2   | 76 | IMSA Performance                                  | Raymond Narac Sébastien Dumez Romain Dumas            | Porsche 3.6L Flat-6       | M     | 322    |
| 16     | LMP1  | 18 | Rollcentre Racing                                 | Martin Short João Barbosa Vanina Ickx                 | Dallara SP1               | M     | 318    |
| 16     | LMP1  | 18 | Rollcentre Racing                                 | Martin Short João Barbosa Vanina Ickx                 | Judd GV4 4.0L V10         | M     | 318    |
| 17     | GT1   | 61 | Cirtek Motorsport Russian Age Racing Convers Team | Nikolai Fomenko Alexey Vasilyev Christophe Bouchut    | Ferrari 550-GTS Maranello | M     | 315    |
| 17     | GT1   | 61 | Cirtek Motorsport Russian Age Racing Convers Team | Nikolai Fomenko Alexey Vasilyev Christophe Bouchut    | Ferrari F133 5.9L V12     | M     | 315    |
| 18     | GT2   | 72 | Luc Alphand Aventures                             | Luc Alphand Jérôme Policand Christopher Campbell      | Porsche 911 GT3-RS        | M     | 311    |
| 18     | GT2   | 72 | Luc Alphand Aventures                             | Luc Alphand Jérôme Policand Christopher Campbell      | Porsche 3.6L Flat-6       | M     | 311    |
| 19     | GT2   | 89 | Sebah Automotive Ltd.                             | Lars-Erik Nielsen Thorkild Thyrring Pierre Ehret      | Porsche 911 GT3-RSR       | D     | 307    |
| 19     | GT2   | 89 | Sebah Automotive Ltd.                             | Lars-Erik Nielsen Thorkild Thyrring Pierre Ehret      | Porsche 3.6L Flat-6       | D     | 307    |
| 20     | LMP2  | 25 | Ray Mallock Ltd. (RML)                            | Thomas Erdos Mike Newton Warren Hughes                | MG-Lola EX264             | M     | 305    |
| 20     | LMP2  | 25 | Ray Mallock Ltd. (RML)                            | Thomas Erdos Mike Newton Warren Hughes                | Judd XV675 3.4L V8        | M     | 305    |
| 21     | LMP2  | 36 | Paul Belmondo Racing                              | Karim A. Ojjeh Claude-Yves Gosselin Adam Sharpe       | Courage C65               | M     | 300    |
| 21     | LMP2  | 36 | Paul Belmondo Racing                              | Karim A. Ojjeh Claude-Yves Gosselin Adam Sharpe       | Ford (AER) 2.0L Turbo I4  | M     | 300    |
| 22     | LMP2  | 37 | Paul Belmondo Racing                              | Didier André Paul Belmondo Rick Sutherland            | Courage C65               | M     | 294    |
| 22     | LMP2  | 37 | Paul Belmondo Racing                              | Didier André Paul Belmondo Rick Sutherland            | Ford (AER) 2.0L Turbo I4  | M     | 294    |
| 23     | GT2   | 83 | Seikel Motorsport                                 | Philip Collin David Shep Horst Felbermayr, Sr.        | Porsche 911 GT3-RSR       | Y     | 274    |
| 23     | GT2   | 83 | Seikel Motorsport                                 | Philip Collin David Shep Horst Felbermayr, Sr.        | Porsche 3.6L Flat-6       | Y     | 274    |
| 24     | LMP2  | 30 | Kruse Motorsport                                  | Tim Mullen Ian Mitchell Phil Bennett                  | Courage C65               | P     | 268    |
| 24     | LMP2  | 30 | Kruse Motorsport                                  | Tim Mullen Ian Mitchell Phil Bennett                  | Judd XV675 3.4L V8        | P     | 268    |
| 25 NC  | LMP1  | 9  | Team Jota Zytek Engineering Ltd.                  | Sam Hignett John Stack Haruki Kurosawa                | Zytek 04S                 | D     | 325    |
| 25 NC  | LMP1  | 9  | Team Jota Zytek Engineering Ltd.                  | Sam Hignett John Stack Haruki Kurosawa                | Zytek ZG348 3.4L V8       | D     | 325    |
| 26 NC  | GT2   | 95 | Racesport Peninsula TVR                           | John Hartshorne Richard Stanton Piers Johnson         | TVR Tuscan T400R          | D     | 256    |
| 26 NC  | GT2   | 95 | Racesport Peninsula TVR                           | John Hartshorne Richard Stanton Piers Johnson         | TVR Speed Six 4.0L I6     | D     | 256    |
| 27 NC  | LMP2  | 24 | Rachel Welter                                     | Yojiro Terada Patrice Roussel William Binnie          | WR LMP04                  | P     | 233    |
| 27 NC  | LMP2  | 24 | Rachel Welter                                     | Yojiro Terada Patrice Roussel William Binnie          | Peugeot 2.0L Turbo I4     | P     | 233    |
| 28 DNF | GT1   | 58 | Aston Martin Racing                               | Peter Kox Pedro Lamy Tomáš Enge                       | Aston Martin DBR9         | M     | 327    |
| 28 DNF | GT1   | 58 | Aston Martin Racing                               | Peter Kox Pedro Lamy Tomáš Enge                       | Aston Martin 6.0L V12     | M     | 327    |
| 29 DNF | LMP1  | 17 | Pescarolo Sport                                   | Soheil Ayari Eric Hélary Sébastien Loeb               | Pescarolo C60 Hybrid      | M     | 288    |
| 29 DNF | LMP1  | 17 | Pescarolo Sport                                   | Soheil Ayari Eric Hélary Sébastien Loeb               | Judd GV5 5.0L V10         | M     | 288    |
| 30 DNF | GT2   | 92 | Cirtek Motorsport Conversbank                     | Stefan Eriksson Joe Macari Rob Wilson                 | Ferrari 360 Modena GTC    | D     | 218    |
| 30 DNF | GT2   | 92 | Cirtek Motorsport Conversbank                     | Stefan Eriksson Joe Macari Rob Wilson                 | Ferrari F131 3.6L V8      | D     | 218    |
| 31 DNF | LMP1  | 5  | Jim Gainer International                          | Ryo Michigami Seiji Ara Katsutomo Kaneishi            | Dome S101Hb               | D     | 193    |
| 31 DNF | LMP1  | 5  | Jim Gainer International                          | Ryo Michigami Seiji Ara Katsutomo Kaneishi            | Mugen MF408S 4.0L V8      | D     | 193    |
| 32 DNF | GT2   | 78 | Panoz Motor Sports                                | Patrick Bourdais Bryan Sellers Marino Franchitti      | Panoz Esperante GT-LM     | P     | 185    |
| 32 DNF | GT2   | 78 | Panoz Motor Sports                                | Patrick Bourdais Bryan Sellers Marino Franchitti      | Ford (Élan) 5.0L V8       | P     | 185    |
| 33 DNF | LMP2  | 35 | G-Force Racing / Bokkenrijders                    | Val Hillebrand Frank Hahn Gavin Pickering             | Courage C65               | D     | 183    |
| 33 DNF | LMP2  | 35 | G-Force Racing / Bokkenrijders                    | Val Hillebrand Frank Hahn Gavin Pickering             | Judd XV675 3.4L V8        | D     | 183    |
| 34 DNF | GT2   | 92 | T2M Motorsport                                    | Yutaka Yamagishi Xavier Pompidou Jean-Luc Blanchemain | Porsche 911 GT3-RS        | D     | 183    |
| 34 DNF | GT2   | 92 | T2M Motorsport                                    | Yutaka Yamagishi Xavier Pompidou Jean-Luc Blanchemain | Porsche 3.6L Flat-6       | D     | 183    |
| 35 DNF | LMP1  | 8  | Rollcentre Racing                                 | Michael Krumm Bobby Verdon-Roe Harold Primat          | Dallara SP1               | M     | 133    |
| 35 DNF | LMP1  | 8  | Rollcentre Racing                                 | Michael Krumm Bobby Verdon-Roe Harold Primat          | Nissan 3.6L Turbo V8      | M     | 133    |
| 36 DNF | LMP2  | 32 | Intersport Racing                                 | Liz Halliday Sam Hancock Gregor Fisken                | Lola B05/40               | G     | 119    |
| 36 DNF | LMP2  | 32 | Intersport Racing                                 | Liz Halliday Sam Hancock Gregor Fisken                | AER P07 2.0L Turbo I4     | G     | 119    |
| 37 DNF | LMP2  | 34 | Miracle Motorsports                               | John Macaluso Ian James Andy Lally                    | Courage C65               | K     | 115    |
| 37 DNF | LMP2  | 34 | Miracle Motorsports                               | John Macaluso Ian James Andy Lally                    | AER P07 2.0L Turbo I4     | K     | 115    |
| 38 DNF | LMP2  | 31 | Noël del Bello Racing                             | Romain Iannetta Christophe Pillon Ni Amorim           | Courage C65               | M     | 99     |
| 38 DNF | LMP2  | 31 | Noël del Bello Racing                             | Romain Iannetta Christophe Pillon Ni Amorim           | CG-Mecachrome 3.4L V8     | M     | 99     |
| 39 DNF | GT1   | 69 | JMB Racing                                        | Jean-René De Fournoux Stéphane Daoudi Jim Matthews    | Ferrari 575-GTC           | P     | 84     |
| 39 DNF | GT1   | 69 | JMB Racing                                        | Jean-René De Fournoux Stéphane Daoudi Jim Matthews    | Ferrari F133 6.0L V12     | P     | 84     |
| 40 DNF | GT2   | 85 | Spyker Squadron b.v.                              | Tom Coronel Peter van Merksteijn Donny Crevels        | Spyker C8 Spyder GT2-R    | D     | 76     |
| 40 DNF | GT2   | 85 | Spyker Squadron b.v.                              | Tom Coronel Peter van Merksteijn Donny Crevels        | Audi 3.8L V8              | D     | 76     |
| 41 DNF | GT2   | 93 | Scuderia Ecosse                                   | Andrew Kirkaldy Nathan Kinch Anthony Reid             | Ferrari 360 Modena GTC    | P     | 70     |
| 41 DNF | GT2   | 93 | Scuderia Ecosse                                   | Andrew Kirkaldy Nathan Kinch Anthony Reid             | Ferrari F131 3.6L V8      | P     | 70     |
| 42 DNF | GT1   | 51 | BMS Scuderia Italia                               | Fabrizio Gollin Christian Pescatori Miguel Ramos      | Ferrari 550-GTS Maranello | P     | 67     |
| 42 DNF | GT1   | 51 | BMS Scuderia Italia                               | Fabrizio Gollin Christian Pescatori Miguel Ramos      | Ferrari F133 5.9L V12     | P     | 67     |
| 43 DNF | GT1   | 52 | BMS Scuderia Italia                               | Michele Bartyan Matteo Malucelli Toni Seiler          | Ferrari 550-GTS Maranello | P     | 60     |
| 43 DNF | GT1   | 52 | BMS Scuderia Italia                               | Michele Bartyan Matteo Malucelli Toni Seiler          | Ferrari F133 5.9L V12     | P     | 60     |
| 44 DNF | LMP2  | 23 | Gerard Welter                                     | Jean-Bernard Bouvet Robert Julien Sylvain Boulay      | WR LMP04                  | P     | 53     |
| 44 DNF | LMP2  | 23 | Gerard Welter                                     | Jean-Bernard Bouvet Robert Julien Sylvain Boulay      | Peugeot ES9J4S 3.4L V6    | P     | 53     |
| 45 DNF | LMP1  | 13 | Courage Compétition                               | Jonathan Cochet Shinji Nakano Bruce Jouanny           | Courage C60H              | Y     | 52     |
| 45 DNF | LMP1  | 13 | Courage Compétition                               | Jonathan Cochet Shinji Nakano Bruce Jouanny           | Judd GV4 4.0L V10         | Y     | 52     |
| 46 DNF | LMP2  | 20 | Pierre Bruneau                                    | Pierre Bruneau Marc Rostan Philippe Haezebrouck       | Pilbeam MP93              | M     | 32     |
| 46 DNF | LMP2  | 20 | Pierre Bruneau                                    | Pierre Bruneau Marc Rostan Philippe Haezebrouck       | JPX 3.4L V6               | M     | 32     |
| 47 DNF | LMP2  | 39 | Chamberlain-Synergy Motorsport                    | Bob Berridge Gareth Evans Peter Owen                  | Lola B05/40               | D     | 30     |
| 47 DNF | LMP2  | 39 | Chamberlain-Synergy Motorsport                    | Bob Berridge Gareth Evans Peter Owen                  | AER P07 2.0L Turbo I4     | D     | 30     |
| 48 DNF | LMP2  | 33 | Intersport Racing Cirtek Motorsport               | Juan Barazi Sergei Zlobin Bastien Brière              | Courage C65               | M     | 30     |
| 48 DNF | LMP2  | 33 | Intersport Racing Cirtek Motorsport               | Juan Barazi Sergei Zlobin Bastien Brière              | AER P07 2.0L Turbo I4     | M     | 30     |
| 49 DNF | GT2   | 77 | Panoz Motor Sports                                | Bill Auberlen Robin Liddell Scott Maxwell             | Panoz Esperante GT-LM     | P     | 27     |
| 49 DNF | GT2   | 77 | Panoz Motor Sports                                | Bill Auberlen Robin Liddell Scott Maxwell             | Ford (Élan) 5.0L V8       | P     | 27     |

Legenda :DNQ = Não largou - DNF = Abandono - NC = Não classificado - DSQ= Desqualificado